# Personenverkehrsgesellschaft Weimarer Land

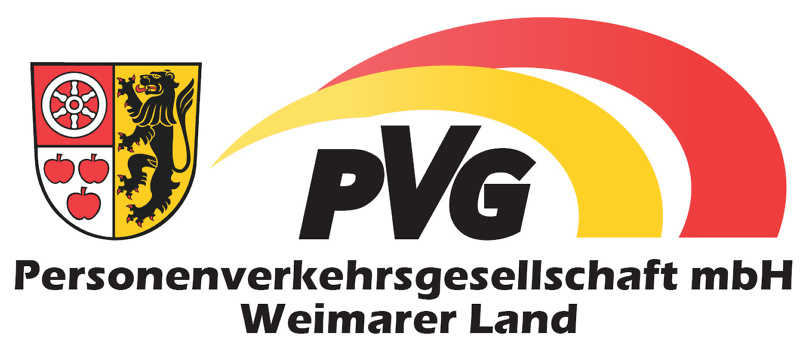
Ehemaliges Logo

Die Personenverkehrsgesellschaft mbH Weimarer Land ist ein kommunales Verkehrsunternehmen für den öffentlichen Personennahverkehr im Landkreis Weimarer Land. Es befindet sich vollständig im Eigentum dieses Landkreises.

## Geschichte

### Omnibusverkehrsgesellschaft Weimar mbH
In den 1920er Jahren wurde die erste Linie von Weimar über Bad Berka nach Blankenhain in Betrieb genommen. In den darauffolgenden Jahren wurden Schritt für Schritt weitere Linien ins Weimarer Umland eingerichtet. Zu DDR-Zeiten wurde die Personenbeförderung im Einzugsgebiet von sogenannten Meisterbereichen Personenverkehr des VEB Kraftverkehr Weimar sichergestellt. Nach der politischen Wende 1990 wurde am 1. Januar 1990 die OVG Weimar am Standort Wallendorfer Straße 27 gegründet, die bis Ende 2012 30 Fahrzeuge in Bestand hielt sowie 36 Mitarbeiter beschäftigte.

### Personenverkehrsgesellschaft mbH Apolda
Am 5. September 1909 wurde die erste Linie zwischen Apolda und Jena eingerichtet. An der heutigen Haltestelle „Thüringer Hof“ befand sich das damalige Depot des einzigen Busses. Im Jahr 1925 wurde zwischen der damaligen Omnibusverkehrsgesellschaft mbH Apolda und der Stadt Apolda ein Vertrag über ein zu schaffendes Netz von Omnibuslinien geschlossen, zu dessen Mittelpunkt die Stadt Apolda liegen sollte. 1930/1931 bediente die Omnibusverkehrsgesellschaft zehn Strecken auf einer Gesamtlänge von 85 Kilometern.
Mit der zu DDR-Zeiten eingehenden Verstaatlichung von Privatunternehmen ging die Omnibusverkehrsgesellschaft mbH Apolda in den VEB Kraftverkehr Weimar mit dem Betriebsteil Apolda über.
Mit der wirtschaftlichen Neuordnung in den „neuen Bundesländern“ wurde 1992 die Personenverkehrsgesellschaft Apolda mbH vom damaligen Kreis Apolda neu gegründet. Die vorhandene Busflotte und das Grundstück am Flurstedter Marktweg 10 wurde der Gesellschaft von der Treuhandanstalt Berlin übertragen. Auf diesem Grundstück entstand zwischen 1994 und 1996 ein neuer Omnibusbetriebshof, 1994 errichtete die Stadt Apolda einen neuen Busbahnhof. Ab 1992 wurde der Fuhrpark kontinuierlich erweitert, Ende 2012 waren 32 Busse im Bestand und 45 Mitarbeiter angestellt. 2006 trat die Personenverkehrsgesellschaft mbH Apolda dem Verkehrsverbund Mittelthüringen bei.
Wichtige Umsteigehaltestellen im Stadtgebiet sind neben dem Busbahnhof der Kantplatz, die August-Bebel-Straße, der Schlachthof und der Thüringer Hof, da dort zahlreiche Überlandlinien zusammentreffen.

### Ab 2013: Personenverkehrsgesellschaft mbH Weimarer Land
Am 1. Januar 2013 wurde die vom Kreistag Weimarer Land beschlossene Verschmelzung vollzogen, bei der aus der Omnibusverkehrsgesellschaft Weimar mbH und der Personenverkehrsgesellschaft mbH Apolda die heutige Personenverkehrsgesellschaft mbH Weimarer Land hervorging. Der Hauptsitz blieb dabei im Flurstedter Marktweg 10. Der ehemalige Hauptsitz der Omnibusverkehrsgesellschaft Weimar mbH wurde dabei zu einem Betriebsteil. Durch die Zusammenlegung zählte die PVG Weimarer Land dann rund 75 Beschäftigte.

### Korruptionsvorfälle 2016
Der damalige Geschäftsführer Jonas H. der PVG wurde im April 2016 festgenommen. Gegen ihn und den Geschäftsführer einer Handelsgesellschaft lief ein Verfahren wegen des Verdachts der Bestechung und Bestechlichkeit. Der Schaden soll sich auf „mehrere Hunderttausend Euro“ belaufen haben. Das Strafverfahren wurde im Juli 2018 eröffnet. Ein Jahr später, im Juli 2019, wurden Jonas H., der Ex-Chef der PVG mbH Weimarer Land, sowie der Ex-Chef der RVG Gera/Greiz, Andreas R., zu jeweils einem Jahr und neun Monaten Freiheitsstrafe auf Bewährung verurteilt.

## Liniennetz
Die PVG Weimarer Land betreibt 39 Linien im Regionalbusverkehr, darunter auch drei Linien im Stadtverkehr Apolda. Hauptaufgabe der PVG ist unter anderem die Durchführung des Schülerverkehrs im Kreis.
Im Rahmen des Linienverkehrs werden auch Linien in den Kreis Sömmerda, Saalfeld-Rudolstadt, den Saale-Holzland-Kreis und in die kreisfreien Städte Weimar, Erfurt und Jena bedient.

### Linienübersicht

#### Linienbereich Weimar
217  Weimar – Heichelheim – Hottelstedt – Berlstedt
218  Weimar – Schwerstedt – Buttelstedt – Nermsdorf
219  Weimar – Berlstedt – Vippachedelhausen – Schlossvippach
221  Weimar – Bad Berka – Blankenhain – Rudolstadt
223  Bad Berka, Busbahnhof – Bad Berka, Zentralklinik
224  Weimar – Wohlsborn – Sachsenhausen – Rohrbach
225  Weimar – Gaberndorf – Niederzimmern
226  Weimar – Buttelstedt – Buttstädt
228  Weimar – Kromsdorf – Oßmannstedt – Pfiffelbach
229  Weimar – Mellingen – Magdala – Blankenhain
232  Bad Berka – Tonndorf – Hohenfelden – Tannroda
233  Weimar – Nohra – Isseroda – Mönchenholzhausen – Erfurt
234  Weimar – Mönchenholzhausen – Linderbach – Erfurt
235  Bad Berka – Klettbach – Schellroda – Erfurt
236  Kranichfeld – Thangelstedt – Blankenhain
237  Weimar – Schoppendorf – Kranichfeld – Stedten
238  Kranichfeld – Nauendorf – Klettbach – Sohnstedt
239  Bad Berka – Isseroda – Hopfgarten – Niederzimmern
240  Weimar – Nohra – Obernissa – Hayn
247  Blankenhain – Drößnitz – Wittersroda
248  Blankenhain – Rottdorf – Hochdorf – Blankenhain
249  Berlstedt – Buttelstedt – Sachsenhausen – Mellingen
252  Niederzimmern – Vieselbach – Mönchenholzhauseb – Hayn
253  Weimar – Mellingen – Großschwabhausen – Vollradisroda
255  Wiegendorf – Umpferstedt – Isserstedt – Magdala

#### Linienbereich Apolda
Stadtbus 1  Paul-Schneider-Straße – Busbahnhof – Robert-Koch-Krankenhaus – Albstädter Straße
Stadtbus 2  Friedhof – Busbahnhof – Oberroßla
Stadtbus 3  Busbahnhof – Erfurter Straße – Oberroßla – Gewerbepark B87
280  Apolda – Isserstedt – Jena
281  Apolda – Umpferstedt – Weimar
282  Apolda – Eckolstädt – Camburg
285  Apolda – Bad Sulza – Kaatschen – Weichau
286  Apolda – Mattstedt – Auerstedt – Eckartsberga
287  Apolda – Willerstedt – Rudersdorf
288  Apolda – Gebstedt – Bad Sulza
289  Apolda – Niederroßla – Buttstädt
291  Apolda – Kapellendorf – Frankendorf
292  Apolda – Großromstedt – Closewitz – Jena
293  Apolda – Magdala – Bad Berka

#### Zwiebelmarkt-Shuttle
Zum Weimarer Zwiebelmarkt, der jährlich am zweiten Oktoberwochenende in der Weimarer Innenstadt stattfindet, betreibt die PVG mbH Weimarer Land einen Shuttle-Service zwischen dem Parkplatz Humboldtstraße/Kaufland und der Hoffmann-von-Fallersleben-Straße/Busbahnhof. Dieses Park+Ride-Konzept richtet die Stadt aufgrund der nur begrenzt vorhandenen Parkplätze in der Innenstadt ein. Die Nutzung des Pendelbusses ist dabei bereits im Preis des am Parkplatz Einkaufszentrum Humboldtstraße P+R erworbenen Parkscheins enthalten. Die PVG mbH Weimarer Land bedient die Pendelstrecke dabei in der Regel mit drei bis vier von ihren Bussen, sodass in den Hauptbesuchszeiten des Zwiebelmarktes ein 10-Minuten-Takt gewährleistet werden kann.

## Fuhrpark

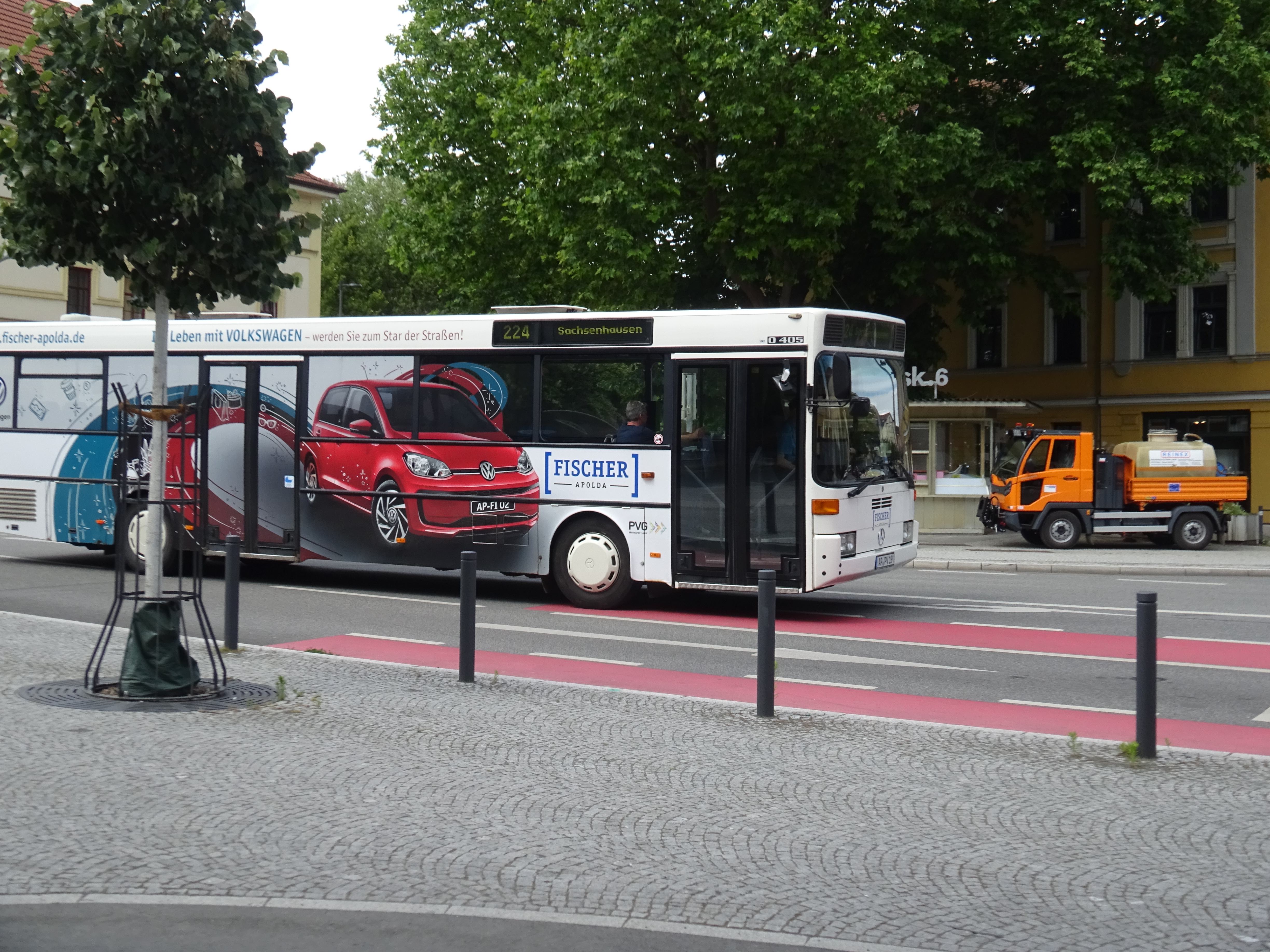
Mercedes-Benz O 405 mit Überlandfront der PVG mbH Weimarer Land am 18. Juni 2024 auf der Linie Richtung Sachsenhausen am Sophienstiftsplatz Weimar

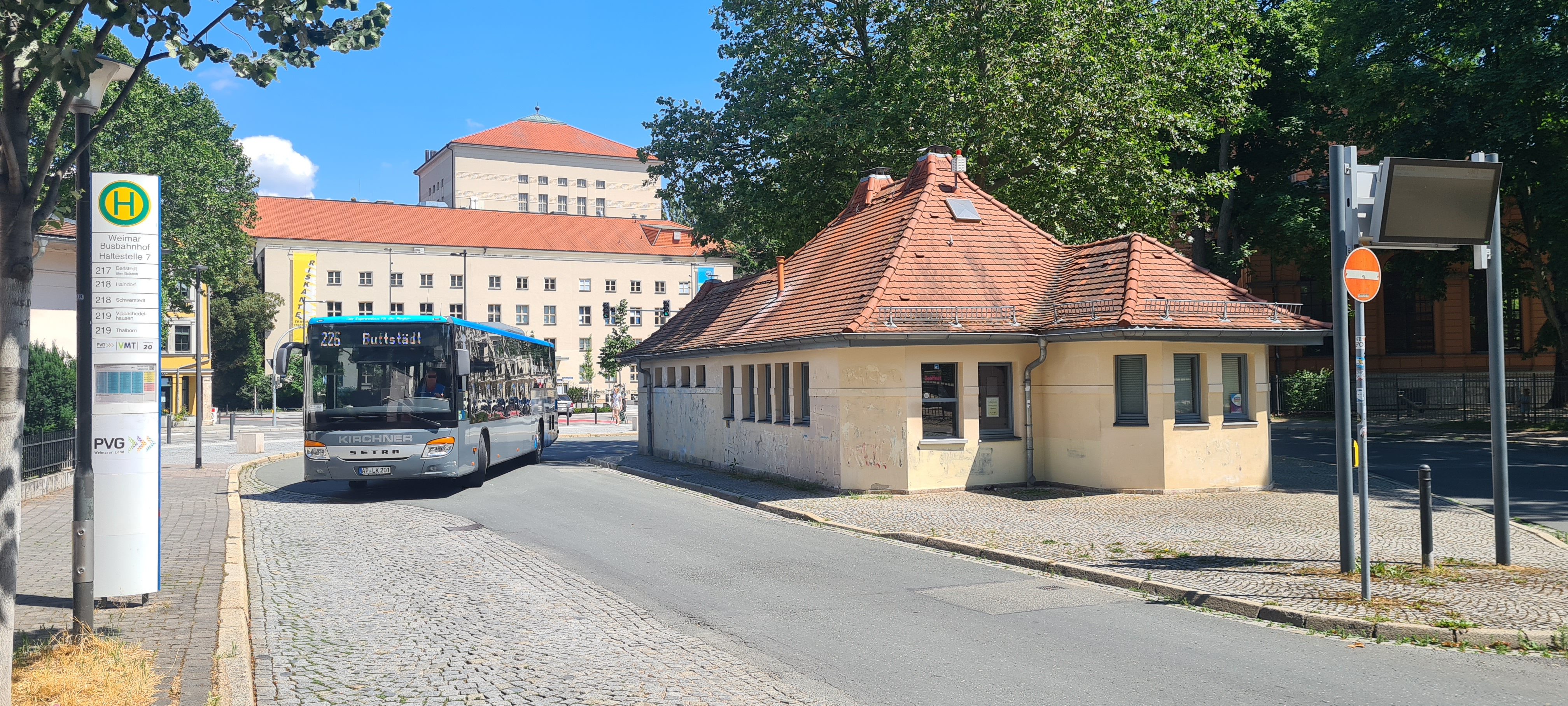
Setra S 416 LE Business der Fa. Kirchner Reisen im Auftrag der PVG mbH Weimarer Land am 25. Juni 2023 auf der Linie Richtung Buttstädt am Busbahnhof Weimar

Die Busflotte der PVG mbH Weimarer Land umfasst mit Stand Mai 2024 72 Fahrzeuge (darunter auch Kleinbusse). Eingesetzt werden hauptsächlich Solowagen der Hersteller Mercedes-Benz (Citaro, Integro, Intouro), Setra (darunter S 415 LE Business sowie S 415 UL, S 415 NF und S 315 UL), Scania, Temsa (Avenue LF, auch Safari RD) und Iveco (Crossway). Die PVG mbH Weimarer Land setzte als eines der letzten Verkehrsunternehmen bundesweit nach wie vor einen Mercedes-Benz O 405 mit Überlandfront, Baujahr 1997, sowie einen O 530 der ersten Generation im regulären Linienbetrieb ein. Beobachtungen zufolge sollen beide Busse inzwischen jedoch auch bei der PVG ausgemustert worden sein, der O 405 befand sich noch bis August 2024 im Dienst. 

## Mitarbeiter
Die PVG Weimarer Land beschäftigt derzeit mehr als 100 Mitarbeiter, davon sind die meisten Busfahrer. Außerdem sind noch Kundenbetreuer für die Kundencenter am Busbahnhof Apolda und am Busbahnhof Weimar und Einsatzleiter am Hauptsitz Apolda sowie im Betriebsteil Weimar angestellt.
Die PVG hat in Apolda sowie in Weimar jeweils eine eigene Werkstatt.

## Verkehrsleistung
Die jährliche Fahrleistung aller Busse der PVG mbH Weimarer Land beträgt etwa 3 Millionen Kilometer. Wie viele Menschen jährlich befördert werden, wird nicht veröffentlicht.